# 宮城県道4号中田栗駒線
宮城県道4号中田栗駒線（みやぎけんどう4ごう なかだくりこません）は、宮城県登米市と栗原市を結ぶ県道（主要地方道）である。「本吉街道」とも呼ばれる。

## 概要

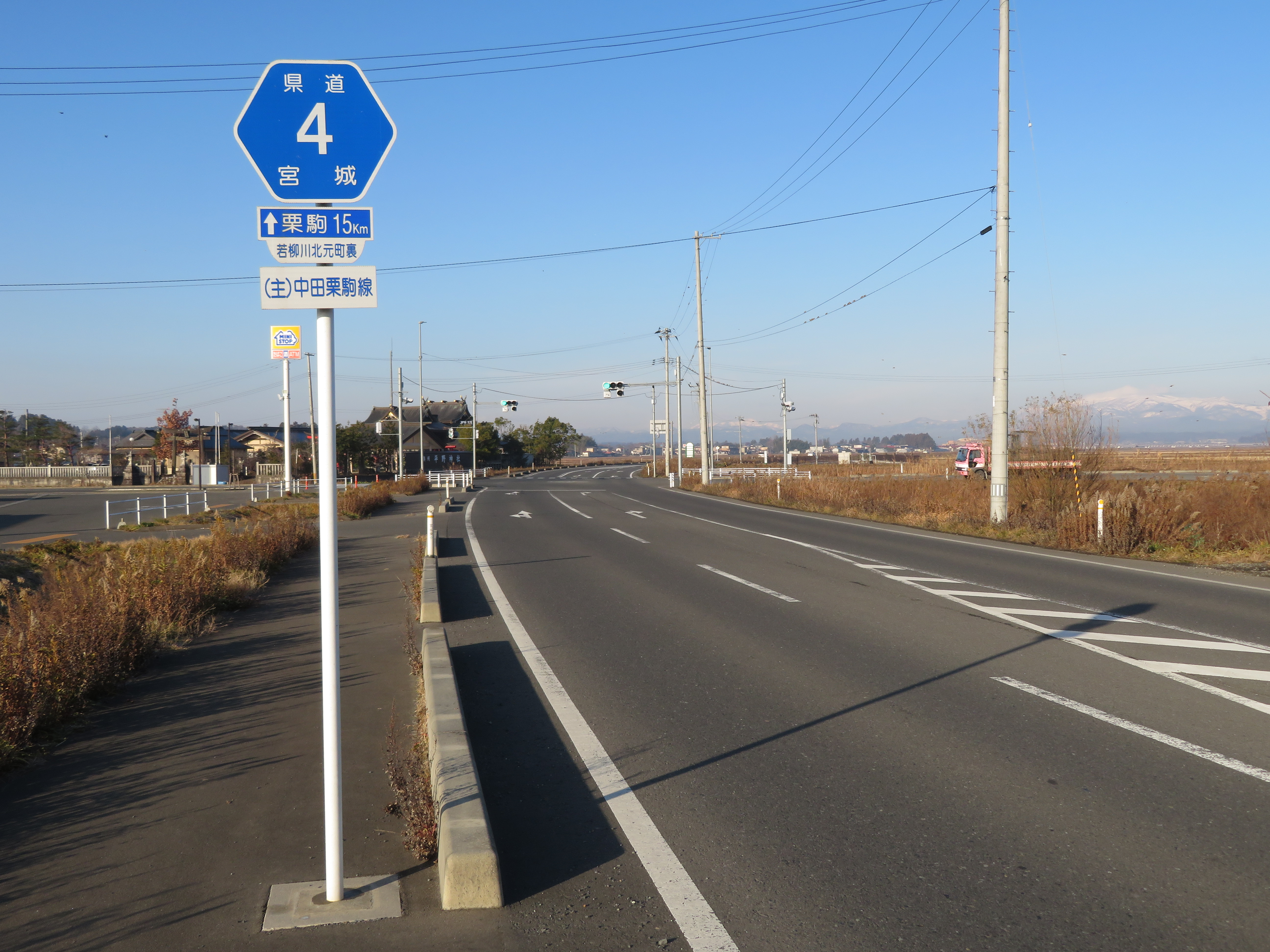
栗原市若柳川北元町裏付近

宮城県の北部を東西に、岩手県との県境から1から6キロメートル離れて通る。登米市旧中田町を起点に旧石越町、栗原市の旧若柳町、旧金成町を経由し旧栗駒町の中心にあたる岩ケ崎地区までを結ぶ。東北自動車道と接続するため谷地畑 - 沢辺はルート変更された。2007年（平成19年）3月まで、東北本線から西ではくりはら田園鉄道線が並行していた。

### 路線データ
- 起点 : 登米市中田町宝江黒沼（国道346号・国道398号交点）
- 終点 : 栗原市栗駒岩ヶ崎字並町（国道457号交点）

## 歴史
- 1993年（平成5年）5月11日 - 建設省から、県道米谷若柳線[2]の一部と県道若柳岩ヶ崎線の一部が中田栗駒線として主要地方道に指定される[3]。
- 1994年（平成6年）3月18日 - 宮城県により、一般県道145号米谷若柳線、主要地方道10号若柳岩ヶ崎線、国道4号の一部区域をもって、県道4号中田栗駒線が路線認定される。[4]
- 2014年（平成26年）11月1日 - 栗原市若柳の福岡地区での道路改良区間(L=3.2km)の工事が完成し全線供用となる。[5]

## 路線状況

### バイパス
浅水道路
三陸沿岸道路登米インターチェンジのアクセス道路として建設された、上下各1車線の道路。登米インターチェンジの西側に南北に伸び、北は国道346号や国道398号、南は宮城県道36号築館登米線と接続し、登米市内各地と登米インターチェンジを連絡する。
県道中田栗駒線のバイパスという冠がついているが、中田栗駒線の本線とは接続していない。浅水道路の終点と中田栗駒線本線の起点は約2km離れている。
- 全線開通日 : 2009年3月19日（一部区間は以前より部分開通していた）[6]
- 全長 : 5870m
- 起点 : 登米市中田町宝江新井田字並柳前（宮城県道36号築館登米線交点）【北緯38度40分26.4秒 東経141度15分25.6秒 / 北緯38.674000度 東経141.257111度】
- 終点 : 登米市中田町上沼字谷地前（国道346号交点）【北緯38度43分12.7秒 東経141度15分17.7秒 / 北緯38.720194度 東経141.254917度】

### 重複区間
- 宮城県道184号石越停車場白崖線（登米市石越町南郷高森 - 登米市石越町南郷小谷地前）
- 宮城県道183号若柳花泉線（栗原市若柳字川北東若柳 - 栗原市若柳）
- 国道4号（栗原市金成沢辺 地内）
- 宮城県道185号有壁若柳線（栗原市若柳川北字仲町 - 栗原市若柳福岡字谷地畑）

### 交通量[7]
いずれも令和３年度・12時間交通量
- 登米市中田町浅水（浅水道路区間） - 5,207台
- 登米市石越町南郷舘前 - 3,348台
- 栗原市若柳福岡谷地畑浦 - 4,885台
- 栗原市若柳大林東千刈 - 4,734台
- 栗原市金成沢辺板倉蛍生 - 5,178台

### 交差する道路

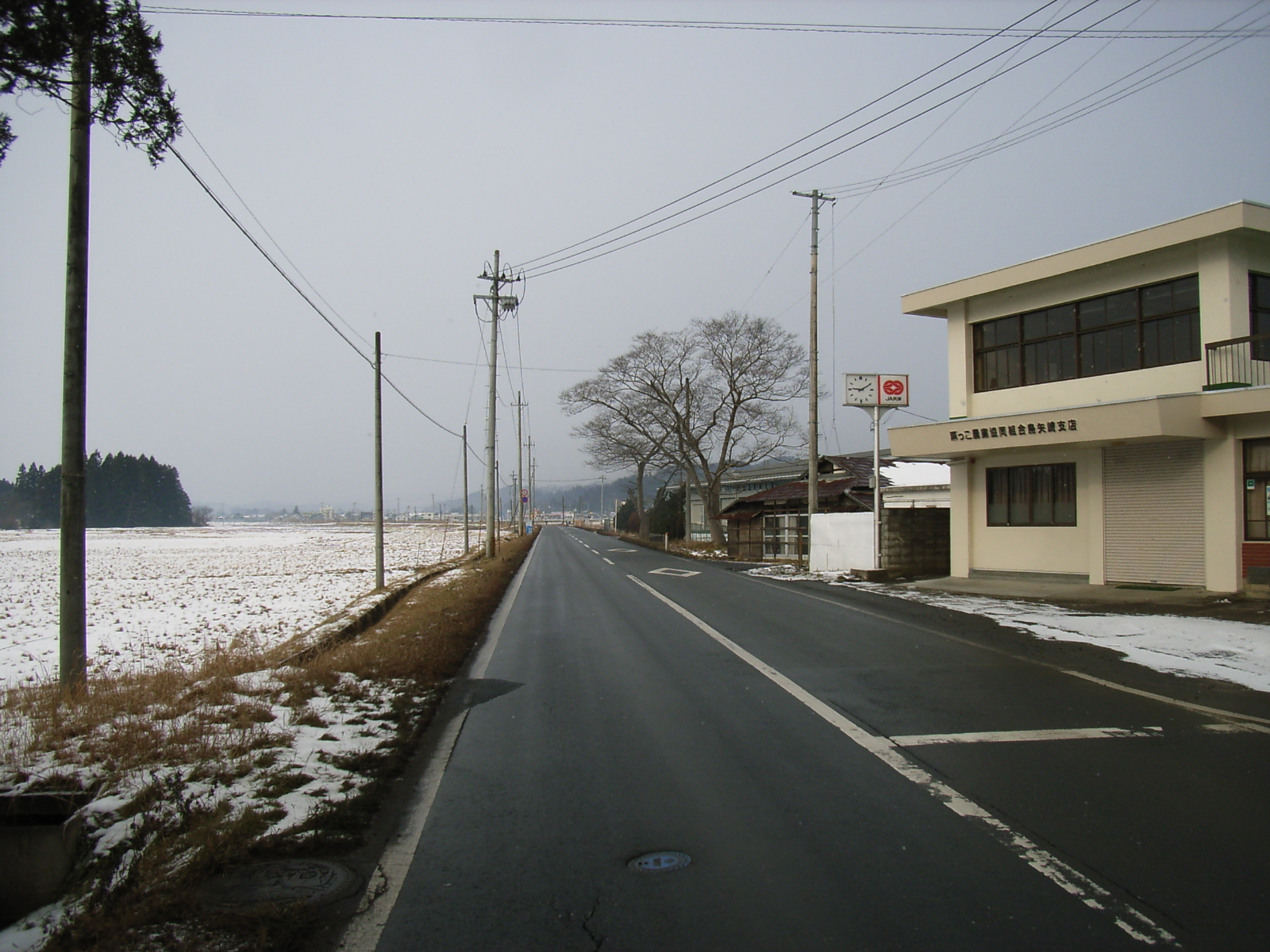
栗原市の鳥矢崎（2005年12月）

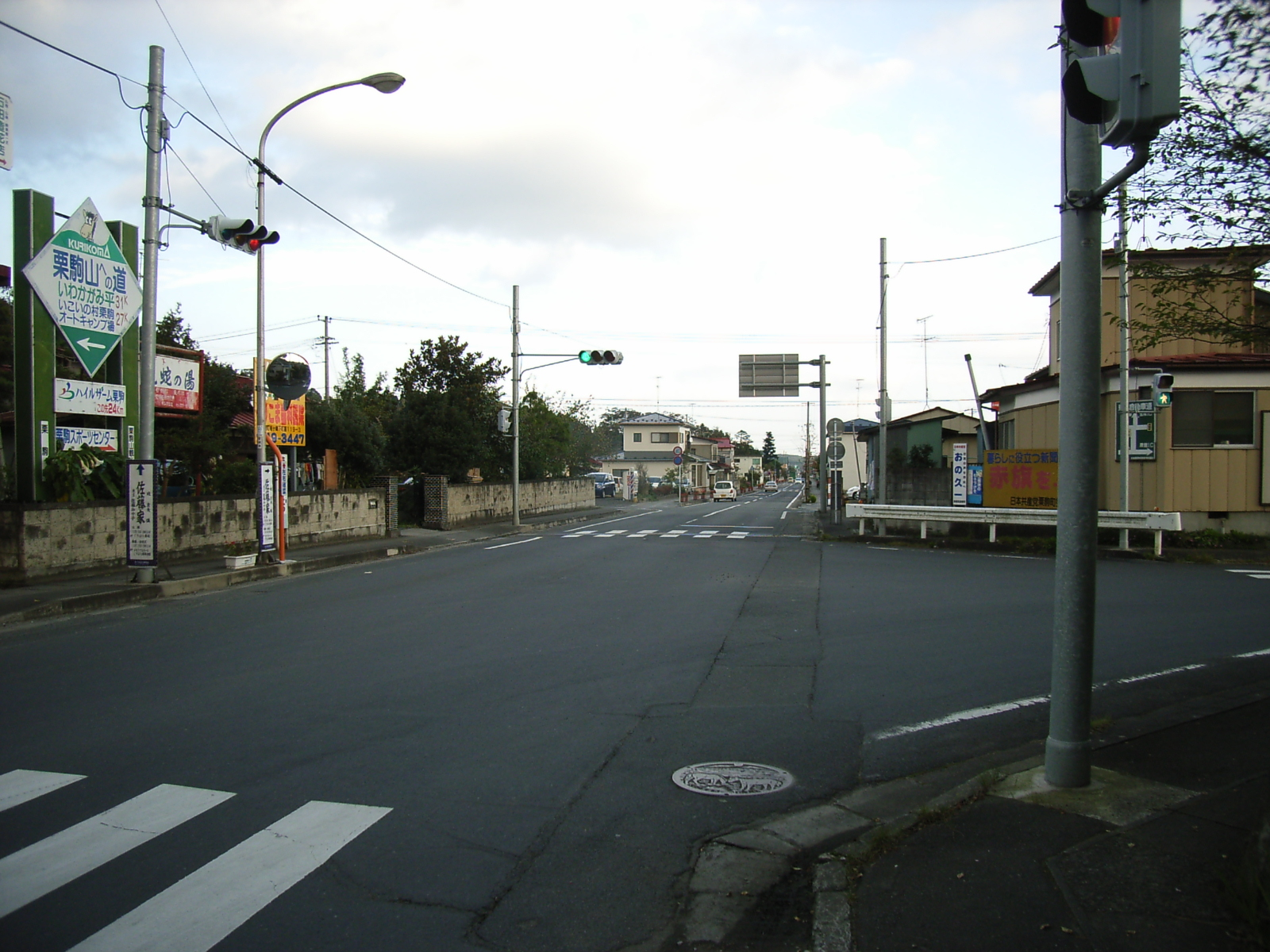
栗原市の岩ヶ崎。終点。右と手前は国道457号（2005年10月）

## 地理

### 通過する自治体
- 登米市
- 栗原市

### 浅水道路
- 宮城県道36号築館登米線（起点）
- 宮城県道201号石森登米線（登米市中田町宝江新井田）
- 宮城県道4号中田栗駒線 支線（登米市中田町浅水）
- 国道398号（登米市中田町浅水）
- 国道346号（登米市中田町浅水、終点）

支線
- 三陸沿岸道路 登米IC

### 本線
- 国道346号・国道398号（登米市中田町宝江黒沼）
- 宮城県道201号石森登米線（登米市中田町石森）
- 岩手県道・宮城県道190号花泉迫線・迫方面（登米市中田町石森字橋本）
- 岩手県道・宮城県道190号花泉迫線・花泉方面（登米市中田町石森）
- 宮城県道・岩手県道184号石越白崖線（登米市石越町南郷小谷地前）
- 宮城県道183号若柳花泉線（栗原市若柳字川北東若柳）
- 宮城県道183号若柳花泉線（栗原市若柳）
- 宮城県道185号有壁若柳線（栗原市若柳川北字仲町）
- 宮城県道185号有壁若柳線（栗原市若柳福岡字谷地畑）
- 東北自動車道若柳金成IC（栗原市金成沢辺）
- 国道4号（栗原市金成沢辺）
- 国道4号（栗原市金成沢辺）
- 宮城県道186号油島栗駒線（栗原市金成津久毛）
- 宮城県道182号栗駒金成線（栗原市栗駒岩ヶ崎字末町）
- 国道457号（終点）